# O, sprid det glada budskap vida
O, sprid det glada budskap vida är en sång från 1889 med text och musik av Richard Slater. 

## Publicerad i
- Musik till Frälsningsarméns sångbok 1907 som nr 373.
- Frälsningsarméns sångbok 1929 som nr 22 under rubriken "Frälsningssånger - Frälsningen i Kristus".
- Frälsningsarméns sångbok 1968 som nr 81 under rubriken "Frälsning".
- Frälsningsarméns sångbok 1990 som nr 362 under rubriken "Frälsning".